# Marco Greco
Marco Antonio Greco (São Paulo, 1 de dezembro de 1963) é um ex-automobilista e ex-piloto de motocicletas brasileiro.

## Biografia
No início da carreira, foi piloto de motovelocidade, sendo campeão paulista e brasileiro. Participou de 15 provas do Mundial de Motovelocidade entre 1981 e 1986 (categoria 500 cc), sem pontuar em nenhuma. Tinha o apelido de "Lagartixa" (com grafia errada), numa referência ao parentesco do piloto com o também motociclista Carlos Alberto Pavan, conhecido por "Jacaré".
Como piloto de carros, correu na Fórmula 3 Britânica, chegando a ser contratado como piloto de teste da equipe de Fórmula 1 Fondmetal, em sua única experiência na principal categoria do automobilismo.
Sem boas perspectivas na F-1, Marco Greco prosseguiu a carreira nos Estados Unidos, primeiro em 1992 na Indy Lights e, depois, na Fórmula Indy, entre 1993 e 1996, defendendo Sovereign Motorsports (apenas nas 500 Milhas de Indianápolis, também em 1993) Arciero Racing, Galles, Dick Simon Racing e Team Scandia. Nesta última, disputou apenas os GPs de Miami e Rio de Janeiro antes de mudar-se para a recém-criada Indy Racing League (atual IndyCar Series).
Em 1997, obteve sua melhor classificação no campeonato, um 3º lugar, mesmo não tendo obtido nenhuma vitória ou pódio. No ano seguinte, montou sua própria equipe, a Phoenix Racing. Encerrou a carreira em 1999 - ironicamente, num GP realizado em Phoenix, cidade homônima à escuderia comandada pelo piloto brasileiro.
Voltou às pistas em 2016, para disputar a última etapa do Campeonato Brasileiro de Superbike.

## Estatísticas
Indy Racing League
| Corridas | Vitórias | Top 5 | Top 10 | Poles | Voltas na liderança | Premiação |
| -------- | -------- | ----- | ------ | ----- | ------------------- | --------- |
| 10       | 0        | 1     | 6      | 1     | 34 voltas           | $554 850  |